# Lista fregat parowych United States Navy
Lista zawiera fregaty parowe służące, bądź budowane dla United States Navy. 
- USS "Mississippi"
- USS "Missouri"
- USS Susquehanna (1847)
- USS "Merrimack"
- USS "Wabash"
- USS "Roanoke"
- USS "Colorado"
- USS "Minnesota"
- USS "Niagara"
- USS "Ammonoosuc" przemianowany na "Iowa"
- USS "Wampanoag"
- USS "Pompanoosuc"
- USS "Madawaska" przemianowany na "Tennessee"
- USS "Chattanooga"
- USS "Idaho"
- USS "Arizona" dawniej "Neshamny" później "Nevada"
- USS "Franklin"
- USS "Madawaska" przemianowany na "Tennessee"
- USS "Minnetonka" przemianowany na "California" (1870-1875)
- USS "Neshaminy"
- USS "Piscataqua"
- USS "Powhatan"
- USS "San Jacinto"
- USS "Trenton"